# 8월 12일
8월 12일은 그레고리력으로 224번째(윤년일 경우 225번째) 날에 해당한다.

## 사건
- 1099년 - 제1차 십자군의 마지막 교전인 아스칼론 전투가 일어나다.
- 1642년 - 영국서 청교도 혁명 발발.
- 1851년 - 아이작 메릿 싱거가 재봉틀에 대한 특허를 얻다.
- 1877년 - 아사프 홀이 화성의 위성인 데이모스를 발견하다.
- 1905년 - 런던에서 제2차 영일 동맹 조약 조인.
- 1919년 - 하세가와 요시미치가 조선총독에서 물러났다.
- 1940년 - 독일, 영국 본토 공습 개시.
- 1942년 - 모스크바에서 미국, 영국, 소련 3국 회담.
- 1949년 - 전쟁포로.전시 민간인에 대한 대우 등을 규정한 제네바 협약 조인.
- 1960년 - 제4대 대통령에 윤보선(尹潽善) 피선, 제2공화국 출범.
- 1961년 - 대한민국, 국가재건최고회의 박정희(朴正熙) 의장, 1963년 여름에 민정이양 약속.
- 1965년 - 대한민국, 민중당 소속 국회의원 61명 한일협정 조인에 반대해 의원직 사퇴서 제출.
- 1966년 - 조선민주주의인민공화국, 로동신문 사설 통해 중.소 노선 탈피하는 자주노선 추구 선언.
- 1978년 - 중화인민공화국과 일본, 평화우호조약 조인.
- 1985년 - 일본항공 JL123편이 군마현에 추락, 승객과 승무원 524명 중 520명이 사망, 4명이 생존하는 항공역사상 최악의 단일 항공사고가 발생하다.
- 1992년 - 미국, 캐나다, 멕시코를 연결하는 북미 자유 무역 협정(NAFTA) 창설.
- 1993년 - 성주군 금수면 무학리 넉바윗골 뒷산에서 링스MK99 헬기 추락사고가 발생해 탑승자 11명 중 10명이 사망하다.
- 1993년 - 대한민국, '금융실명거래 및 비밀보장에 관한 긴급 재정명령'으로 금융 실명제 실시.
- 2000년 - 바렌츠해에서 훈련 중이던 러시아 해군 소속 핵잠수함 쿠르스크 호가 폭발, 침몰. 승무원 118명 전원 사망함.
- 2002년 - 대한민국과 조선민주주의인민공화국, 서울에서 제7차 남북장관급회담.
- 2007년 - 제주발 김포행 제주항공 소속 봄바디어 Q-400 항공기가 기상악화로 부산으로 회항 착륙 중 활주로를 이탈하는 사고가 발생.

## 문화
- 1960년 - 첫 통신 위성인 에코 위성이 발사되다.
- 1981년 - IBM이 IBM PC를 출시하다.
- 1993년 - 대한민국에서 금융실명제가 실시되다.
- 1996년 - 서울 지하철 5호선 까치산역 ~ 여의도역 구간 개통.
- 1999년 - 아리랑국제방송 해외방송 개국.
- 2021년 - 칭다오 자오둥 국제공항 개항.

## 탄생
- 1357년 - 조선의 제2대 국왕 정종. (~1419년)
- 1604년 - 일본 에도 막부의 3대 쇼군 도쿠가와 이에미쓰. (~1651년)
- 1762년 - 영국의 국왕 조지 4세. (~1830년)
- 1881년 - 미국의 영화 감독 세실 B. 드밀. (~1959년)
- 1887년 - 오스트리아의 물리학자 에르빈 슈뢰딩거. (~1961년)
- 1888년 - 덴마크의 왕자 로젠보리 백작 악셀 왕자. (~1964년)
- 1904년 - 니콜라이 2세의 장남이자 러시아의 마지막 황태자 알렉세이 니콜라예비치 황태자. (~1918년)
- 1909년 - 일제강점기의 교육자 최용신. (~1935년)
- 1912년 - 대한민국의 독립운동가 안춘생. (~2011년)
- 1919년 - 미국의 야구인 프레드 허친슨. (~1964년)
- 1924년 - 파키스탄의 군인, 정치인 무함마드 지아울하크. (~1988년)
- 1927년 - 미국의 농구 선수 밥 해리슨. (~2024년)
- 1928년 - 대한민국의 정치인 조일제. (~2018년)
- 1930년 - 미국의 금융인, 기업인 조지 소로스.
- 1931년 - 미국의 소설가 윌리엄 골드먼. (~2018년)
- 1932년 - 대한민국의 법조인 이영욱. (~2024년)
- 1935년 - 슬로바키아의 축구 선수 얀 포플루하르. (~2011년)
- 1939년 - 미국의 영화배우 조지 해밀턴.
- 1941년 - 미국의 언론인 에드윈 퓰너. (~2025년)
- 1943년 - 미국의 배우 데버러 월리. (~2001년)
- 1947년 - 대한민국의 기업인 이인원. (~2016년)
- 1950년 - 대한민국의 방송인 김성중.
- 1952년 - 중국의 영화 감독 천카이거.
- 1954년 - 프랑스의 정치가 프랑수아 올랑드.
- 1956년
  - 캐나다의 배우 브루스 그린우드.
  - 일본의 만화가 요시다 아키미.
- 1957년
  - 대한민국의 가수 김학래.
  - 대한민국의 야구 선수 성낙수.
- 1958년 - 일본의 바둑 기사 야마시로 히로시.
- 1960년 - 대한민국의 정치인 이상철.
- 1965년
  - 대한민국의 드라마 제작자 임성균.
  - 미국의 배우, 감독 피터 크라우스.
  - 미국의 언어학자 켄 런디.
- 1967년
  - 대한민국의 가수 조갑경.
  - 대한민국의 방송인 조영구.
- 1968년 - 일본의 성우 유사 코지.
- 1969년
  - 대한민국의 전 바둑 기사 정현산. (~2000년)
  - 대한민국의 대학 교수 겸 정치인 김용민.
- 1970년
  - 싱가포르의 축구 선수 알렉산다르 주리치.
  - 일본의 배우 요시오카 히데타카.
- 1971년 - 대한민국의 배우 및 작가 류승수.
- 1972년 - 대한민국의 범죄자 양진호.
- 1973년 - 대한민국의 배우 한재석.
- 1975년 - 미국의 배우 케이시 애플렉.
- 1976년
  - 대한민국의 바둑 기사 김성룡.
  - 덴마크의 가수 리나 라픈.
- 1977년
  - 대한민국의 배우 박용하. (~2010년)
  - 대한민국의 성우 오인실.
- 1979년
  - 대한민국의 배우 송서연.
  - 대한민국의 야구 선수 강귀태.
  - 대한민국의 방송인 이화진.
- 1980년
  - 미국의 배우 도미니크 스웨인.
  - 대한민국의 희극인 홍인규.
- 1981년
  - 대한민국의 배구 선수 정대영.
  - 프랑스의 축구 선수 지브릴 시세.
  - 일본의 전 축구 선수 노자와 다쿠야.
- 1982년 - 대한민국의 바둑 기사 이희성.
- 1983년
  - 네덜란드의 축구 선수 클라스얀 휜텔라르.
  - 일본의 성우 아스미 카나.
- 1984년 - 일본의 배우 아이다 유아.
- 1985년
  - 대한민국의 전 야구 선수 박권수.
  - 대한민국의 대학교수 및 모델 신재이
  - 대한민국의 전 배구 선수 전민정.
  - 쿠바와 이탈리아의 배구 선수 오스마니 후안토레나.
- 1986년
  - 대한민국의 래퍼 베이식.
  - 대한민국의 축구 선수 김근환.
  - 대한민국의 범죄자 김홍일.
  - 대만의 배우 류이하오.
- 1988년
  - 대한민국의 배우 강상원.
  - 한국계 미국인 야구 선수 제이크 더닝.
- 1989년
  - 대한민국의 전 가수 선예.
  - 대한민국의 축구 선수 홍정호 (FC 아우크스부르크).
  - 대한민국의 아나운서 홍재경.
- 1990년 - 이탈리아의 축구 선수 마리오 발로텔리.
- 1991년
  - 일본의 배우 오자와 렌.
  - 대한민국의 배우 강영석.
- 1992년
  - 영국의 모델, 배우 카라 델레바인.
  - 대한민국의 가수 권광진 (엔플라잉).
  - 일본의 프로 야구 선수 아리하라 고헤이.
- 1993년
  - 대한민국의 가수 루나 (f(x)).
  - 대한민국의 야구 선수 박세웅.
  - 쿠바의 태권도 선수 라파엘 알바.
  - 타이완의 배우, 모델 쿤링.
- 1994년 - 일본의 배우, 아이돌 카시와 유키나.
- 1995년
  - 대한민국의 가수 영주.
  - 중화민국의 배드민턴 선수 리양.
- 1996년
  - 대한민국의 가수 최유진 (CLC).
  - 대한민국의 축구 선수 나상호.
  - 브라질의 축구 선수 아르투르 멜루.
  - 콩고민주공화국의 축구 선수 사뮈엘 무투사미.
  - 캐나다의 쇼트트랙 선수 막심 라운.
- 1997년 - 대한민국의 배우 최수한.
- 1998년
  - 대한민국의 가수 신민아.
  - 그리스의 테니스 선수 스테파노스 치치파스.
- 1999년
  - 네덜란드의 축구 선수 마테이스 더 리흐트.
  - 대한민국의 가수 김민석.
- 2000년
  - 대한민국의 축구 선수 제갈재민 (대구 FC).
  - 대한민국의 래퍼 근수.
- 2004년 - 대한민국의 가수 이신혁.
- 2005년 - 대한민국의 가수 조준영.
- 2013년 - 대한민국의 아역 배우 장선율.

## 사망
- 875년 - 루도비쿠스 2세 이우니오르. (825년~)
- 1689년 - 제240대 로마의 교황 교황 인노첸시오 11세. (1611년~)
- 1827년 - 영국의 화가, 시인 윌리엄 블레이크. (1757년~)
- 1848년 - 영국의 발명가 조지 스티븐슨. (1781년~)
- 1922년 - 아일랜드의 정치인 아서 그리피스. (1872년~)
- 1928년 - 체코의 작곡가 레오시 야나체크. (1854년~)
- 1945년 - 대한민국의 독립유공자 이홍장. (1926년~)
- 1955년 - 독일의 소설가 토마스 만. (1875년~)
- 1964년 - 영국의 작가 이언 플레밍. (1908년~)
- 1982년
  - 미국의 영화배우 헨리 폰다. (1905년~)
  - 러시아의 시인, 작가 바를람 샬라모프. (1907년~)
- 1983년 - 이탈리아의 축구 선수 아르테미오 프란키. (1922년~)
- 1985년
  - 일본의 야구 선수 다케시타 모토아키 (1937년~)
  - 일본의 가수 사카모토 큐. (1941년~)
- 1988년 - 미국의 화가 장미셸 바스키아. (1960년~)
- 1989년 - 미국의 물리학자 윌리엄 쇼클리. (1910년~)
- 1990년 - 스코틀랜드의 가수, 작곡가 로이 윌리엄슨. (1936년~)
- 1992년 - 미국의 작곡가 존 케이지. (1912년~)
- 2000년 - 미국의 배우 로레타 영. (1913년~)
- 2010년
  - 대한민국의 정치인 신주범. (1965년~)
  - 대한민국의 패션 디자이너 앙드레 김. (1935년~)
- 2014년 - 미국의 배우 로런 버콜. (1924년~)
- 2021년
  - 잉글랜드의 영화배우 우나 스텁스. (1937년~)
  - 영국의 대학교수 앤드류 월즈. (1928년~)
- 2022년 - 독일의 영화 감독 볼프강 페테르젠. (1941년~)
- 2023년
  - 대한민국의 배우 이경표. (1962년~)
  - 대한민국의 성우 황원. (1940년~)

## 기념일, 연중 행사
- 국제 청소년의 날

## 같이 보기
- 전날: 8월 11일 다음날: 8월 13일 - 전달: 7월 12일 다음달: 9월 12일
- 음력: 8월 12일
- 모두 보기